# Cañada de San Ignacio
Cañada de San Ignacio är en ort i Mexiko.   Den ligger i kommunen Ayotlán och delstaten Jalisco, i den centrala delen av landet, 400 km väster om huvudstaden Mexico City. Cañada de San Ignacio ligger 1 633 meter över havet och antalet invånare är 716.
Terrängen runt Cañada de San Ignacio är huvudsakligen kuperad, men åt nordväst är den platt. Cañada de San Ignacio ligger nere i en dal. Runt Cañada de San Ignacio är det ganska tätbefolkat, med 90 invånare per kvadratkilometer. Närmaste större samhälle är Atotonilco el Alto, 16,2 km väster om Cañada de San Ignacio. I omgivningarna runt Cañada de San Ignacio växer huvudsakligen savannskog.